# Президентские выборы в США (1936)
Президентские выборы в США 1936 года проходили 3 ноября во время Великой депрессии и накануне Второй мировой войны. Президент-демократ Франклин Рузвельт ещё продвигал свою политику Нового курса через Конгресс и суды. Однако он уже ввёл систему социального страхования и пособие по безработице, которые стали очень популярны. Кандидатом от Республиканской партии был умеренный политик, губернатор Канзаса Альфред Лэндон, который центральным пунктом своей предвыборной программы требовал отмены программы социального страхования. Впервые с 1850-х годов, когда в политике США установилась двухпартийная система, Рузвельт выиграл выборы с подавляющим преимуществом, получив 523 голоса выборщиков из 531.

## Выборы

### Демократическая партия
Единственным серьёзным противником Рузвельта на праймериз был юрист и противник «Нового курса» Генри Брекинридж. Он победил в Нью-Джерси, где Рузвельт не зарегистрировался.
Демократический национальный съезд проводился в Филадельфии с 23 по 27 июля. Рузвельт и вице-президент Джон Нэнс Гарнер были единогласно выдвинуты. По требованию Рузвельта правило двух третей, которое давало Южным штатам де-факто право вето, было отменено.

### Республиканская партия
Республиканский национальный съезд проводился в Кливленде с 9 по 12 июня. Только губернатор Канзаса Альфред Лэндон и сенатор из Айдахо Уильям Бора, известный прогрессист, считались серьёзными кандидатами. Политические машины поддерживали Лэндона, богатого предпринимателя и центриста. Он был выдвинут 984 голосами против 19 за Бора. Франклин Нокс из Иллинойса был выдвинут в вице-президенты.

### Другие партии
Многие, в том числе председатель Национального комитета Демократической партии Джеймс Фарли, ожидали, что Хьюи Лонг, сенатор из Луизианы, будет баллотироваться как кандидат от третьей партии. По опросам он получил бы 6-7 миллионов голосов — примерно 15 % от голосовавших на выборах. Но Лонг был убит 10 сентября 1935 года.
Уильям Лемке, конгрессмен из Северной Дакоты, был выдвинут от созданной сторонниками Лонга партии Союза. Он не обладал харизмой и национальным статусом и получил всего 2 % голосов. Партия была распущена в следующем году.
Эрл Браудер был выдвинут Коммунистической партией США.

### Кампания
Лэндон оказался малоэффективным участником кампании, который редко путешествовал. Большинство атак на Рузвельта и социальное страхование были разработаны республиканскими активистами, а не самим Лэндоном. В течение двух месяцев после его выдвижения он не появлялся в предвыборной кампании. Обозреватель Уэстбрук Пеглер высмеивал: «Исчезновение Альфреда М. Лэндона из Топики, штат Канзас, окружено значительной тайной … Бюро по поиску пропавших без вести разослало бюллетень с фотографией г-на Лэндона и другими подробностями, и всех, у кого есть информация о его местонахождении, просят связаться напрямую с Республиканским национальным комитетом».
Лэндон уважал и восхищался Рузвельтом и принимал большую часть «Нового курса», но возражал, что он враждебен бизнесу и связан с чрезмерной расточительностью и неэффективностью. В конце кампании Лэндон обвинил Рузвельта в коррупции, то есть в получении такой власти, что он подрывал Конституцию.
Рузвельт фактически начал свою вторую президентскую кампанию с ежегодного послания Конгресса, 3 января 1936 года. Он беспрецедентно выступил вечером того дня — с целью обеспечить как можно большую аудиторию среди американцев, слушавших радио. Президент воспользовался случаем и не стал описывать состояние дел в стране, а произнёс политическую речь, атаковав «врагов справа». Полагавший, что «мы заслужили ненависть у укоренившейся жадности» и «эгоистичных сил», занятых «порабощением общественности», президент вызвал непонимание у многих республиканцев, находившихся в зале. Даже левый журнал «Nation» отметил, что президент, вместо сообщения о состоянии страны, «показал себя выдающимся мастером брани» (англ. vituperation).
3 марта 1936 года Рузвельт продолжил свои налоговые инициативы: он направил в Конгресс просьбу о налоге на нераспределенную корпоративную прибыль. Поскольку Верховный суд отменил и «Закон о регулировании сельского хозяйства» (AAA) — закон, потерявший к моменту отмены поддержку большинства американцев — федеральная казна лишилась около 500 миллионов долларов. Кроме того, в конце января Конгресс — преодолев вето Рузвельта — принял закон, предусматривавший двухмиллиардную выплату ветеранам Первой мировой войны уже в 1936 году (а не в 1945). В результате, 120 миллионов долларов было необходимо изыскивать ежегодно, чтобы просто оплачивать проценты по долгу, взятому для единовременной выплаты ветеранам.
Решив увеличить доходы через налог на корпоративную прибыль, Рузвельт входил глубоко во внутренние дела частного американского бизнеса. Сторонники подобной схемы утверждали, что налог на нераспределенную прибыль создаст стимулы к её распределению — в виде заработной платы или дивидендов — стимулируя потребление. Противники возражали тем, что подобный налог подрывал способность менеджмента сберегать «на чёрный день» и затруднял планирование расширения бизнеса — то есть «душил» экономический рост. Бизнес-сообщество, в целом, крайне негативно воспринимало налогообложение нераспределенной прибыли. Конгресс обратил внимание на мнение критиков и заметно смягчил первоначальное президентское предложение: ставка налога была установлена в размере от 7 до 27 %, а малые предприятия были практически полностью освобождены от его уплаты. Но сам принцип — что нераспределенная прибыль может облагаться налогом — остался, что только усилило ненависть к Рузвельта со стороны крупных бизнесменов: Эл Смит на банкете «Лиги свободы» сравнил сторонников Нового курса с Марксом и Лениным.
Изменилась и позиция правительства по вопросам помощи бизнесу на международной арене. С одной стороны, торговые отношения с иностранными государствами, включая СССР и страны Латинской Америки, все чаще осуществлялись через межправительственные соглашения, в которых правительство стало терпимо относится к картелям и соглашениям о ценообразовании — что минимизировало риски для международного бизнеса. С другой стороны, федеральное правительство перестало использовать военные инструменты для решения экономических конфликтов: вопреки настойчивым требованиям бизнесменов, флот не был отправлен к берегам Либерии, которая в 1933 году не выполнила свои обязательства перед компанией «Firestone» — или Мексики, после «экспроприации» её правительством американских нефтяных компаний в 1938. Вашингтон предлагал только свою юридическую помощь и даже оказывал давление на американский бизнес, чтобы тот искал компромисс с иностранцами: «банановые войны» сменились на политику «доброго соседа».
27 июня 1936 года Рузвельт принял формальное предложение от Демократической партии снова стать кандидатом в президенты: в речи, транслировавшейся из Филадельфии, он сравнил себя с американскими повстанцами времён Войны за независимость, полагая, что сам он вёл борьбу против «экономических роялистов». Президент утверждал, что «экономическое неравенство делало политическое равенство пустым словом» — добавляя при этом, что в борьбе против «экономической тирании» американский гражданин «мог апеллировать только к организованной власти [федерального] правительства». Моули, полагавший, что президенту следовало использовать «примирительный тон», стал объектом для шуток Рузвельта — о «новых богатых друзьях» самого Моули.
Когда ряд работодателей распространил через зарплатные чеки сообщение о том, что новая система социального обеспечения потребует, чтобы все её участники «носили на шеях собачьи жетоны», Рузвельт пришёл в ярость и начал сравнивать себя с президентом Эндрю Джексоном. Вечером 31 октября 1936 года президентская кампания достигла апогея: в нью-йоркском Мэдисон-сквер-гардене Рузвельт обвинил своих «старых врагов» — бенефициаров «деловой и финансовой монополии, спекуляций, безрассудных банковских операций, антагонизма классов» — во всех проблемах США. «Организованные деньги», по мнению президента, «встретились с равным соперником» в его лице — толпа сторонников президента разразилась громом оваций. Моули задался вопросом, не начал ли президент «чувствовать, что доказательством достоинства [той или иной политической] меры является степень, в которой она оскорбляет бизнес-сообщество». Однако, профессор Кеннеди полагал, что действия Рузвельта были вполне рациональны: он уже настолько утратил поддержку состоятельных американцев, что его политической карьере могла угрожать только «опасность слева» — со стороны левых популистов, способных перехватить всё более радикализовывавшийся американский электорат.
Так преемник Лонга, священник Джеральд Смит, «затмил своего легендарного учителя» — он обычно заканчивал свои политические собрания молитвой «Господи, вознеси нас из этого убожества, из этой бедности, вознеси нас, которые сегодня стоят здесь в рабстве». Социологи также предупреждали президента, что политические силы, получившие поддержку отца Кофлина, смогут набрать до 20 % голосов среди ирландцев-католиков — что было достаточно, чтобы подорвать политическую позицию Рузвельта и не дать ему переизбраться. Кроме того, в отличие от своих левых оппонентов, Рузвельт критиковал не саму капиталистическую систему, а только нескольких известных капиталистов. Однако, у «политического спектакля», поставленного Рузвельтом, были и вполне практические последствия: падение доверия среди бизнесменов имело, по мнению Берли, тяжёлые последствия для восстановления экономики.

Результаты президентских выборов в США по округам (1936): в «синих» округах победу одержал Рузвельт, в «красных» — Лэндон

### Опросы
Журнал Literary Digest проводил опросы общественного мнения перед выборами президента в 1920, 1924, 1928 и 1932, а также и в 1936 году и каждый раз прогноз, составленный на основе опроса, оказывался верным.
Опрос, проведённый журналом в 1936 году, показал, что кандидат от Республиканской партии, Альфред Лэндон, скорее всего, победит в большинстве штатов и станет новым президентом. Это представлялось вполне возможным, так как незадолго до президентских выборов республиканцы одержали победу в нескольких штатах на выборах губернаторов и конгрессменов.
Однако по итогам выборов Лэндон получил голоса выборщиков лишь от 2 штатов США, в 46 штатах они предпочли Рузвельта. Электоральный рейтинг Лэндона оказался минимальным за время противостояния Демократической и Республиканской партий. Итоги выборов, из-за кардинально неточных опросов, привели к тому, что вскоре, в 1938 году, Literary Digest был закрыт.

### Результаты
3 ноября Рузвельт «триумфально» победил на своих вторых президентских выборах: он набрал 523 голосов выборщиков, в то время как его главный конкурент Альф Лэндон — только 8. Кроме того, в Палате представителей демократы заняли сразу 331 место (у республиканцев осталось всего 89), а в новом Сенате членов демпартии насчитывалось сразу 76 человек. Подавляющее большинство губернаторств также оказались в руках демократов. Победа имела множество причин: так в иммигрантских округах крупных промышленных городов явка избирателей выросла почти на треть. Афроамериканцы имевшие право голоса также выражали свою благодарность — прежде всего, за широко разрекламированную заботу о них со стороны Элеоноры Рузвельт. Так в Чикаго поддержка Рузвельта чернокожими избирателями выросла на 132 %; в Кливленде результат был ещё выше. Кроме того, WPA распределяла рабочие места (составлявшие до 7 % рабочей силы) не только по мере материальных нужд граждан, но и в согласии с политическими расчётами. Профсоюзы, быстро растущие после принятия закона Вагнера, внесли свой вклад в победу — наряду с домовладельцами, спасёнными от выселения правительственной корпорацией «Home Owners' Loan Corporation».
Рузвельт победил с большим перевесом, выиграв 46 из 48 штатов и привлекая многих новых демократических членов Конгресса. 60,8 процентов Рузвельта являются третьим по величине процентом в истории США после Линдона Джонсона, набравшего 61,1 процентов голосов избирателей в 1964 году, почти не встретившего сопротивления избрания Джеймса Монро в 1820 году, а его 98,5 % голосов выборщиков — это самый высокий в двухстороннем соревновании. Рузвельт получил наибольшее количество голосов выборщиков, когда-либо зарегистрированных в то время, превзойдённый только Рональдом Рейганом в 1984 году, когда было ещё семь голосов выборщиков. Гарнер получил самый высокий процент голосов выборщиков среди всех вице-президентов. Лэндон стал вторым официальным кандидатом от крупной партии с тех пор, как нынешняя система была создана, получившим менее десяти голосов выборщиков, вместе с Уильямом Тафтом, который получил восемь голосов в своей неудачной кампании по переизбранию в 1912 году. После этих выборов ни один кандидат от крупной партии не набрал так мало голосов выборщиков. Ближе всего к этому подходил оппонент Рейгана в 1984 году Уолтер Мондейл, набравший только тринадцать голосов выборщиков.
Рузвельт получил 98,6 % голосов в Южной Каролине, это самый высокий зафиксированный процент среди кандидатов в любом штате на любых президентских выборах в США.
Это был последняя большая победа демократов на Западе. Демократы выиграли все штаты, кроме Канзаса (родной штат Лэндона) с перевесом более 10 %. К западу от Великих равнин Рузвельт проиграл всего восемь округов. С 1936 года только Ричард Никсон в 1972 году (выиграв все округа, кроме 19) и Рональд Рейган в 1980 году (выиграв все округа, кроме двадцати) даже приблизились к такому непропорциональному соотношению. После 1936 года Запад быстро превратился в оплот республиканцев, единственный регион, который так долго оставался последовательным в партии, которую он поддерживает.
Из 3095 округов Рузвельт выиграл в 2634 (85 %), а Лэндон — в 461 (15 %). Демократы также увеличили своё большинство в Конгрессе, получив контроль над более чем тремя четвертями мест в каждой палате. Выборы привели к консолидации коалиции «Нового курса»; в то время как демократы потеряли некоторых из своих традиционных союзников в большом бизнесе, их заменили такие группы, как профсоюзы и афроамериканцы, последние из которых проголосовали за демократов впервые после гражданской войны. Рузвельт потерял избирателей с высокими доходами, особенно бизнесменов и профессионалов, но добился значительных успехов среди бедных и меньшинств. Он получил 86 процентов голосов евреев, 81 процент католиков, 80 процентов членов профсоюзов, 76 процентов южан, 76 процентов чернокожих жителей северных городов и 75 процентов людей, получающих государственную помощь. Рузвельт выиграл в 102 из 106 городов страны с населением 100 000 и более человек.
Некоторые политические эксперты предсказывали, что республиканцы, которых многие избиратели обвиняли в Великой депрессии, вскоре станут вымершей политической партией. Однако республиканцы решительно вернутся на выборах в Конгресс 1938 года и останутся мощной силой в Конгрессе, хотя они не смогли снова победить на президентских выборах до 1952 года.
| Кандидат               | Партия                  | Избиратели | Избиратели | Выборщики |
| Кандидат               | Партия                  | Количество | %          | Выборщики |
| ---------------------- | ----------------------- | ---------- | ---------- | --------- |
| Франклин Рузвельт      | Демократическая партия  | 27 752 648 | 60,8 %     | 523       |
| Альфред Моссман Лэндон | Республиканская партия  | 16 681 862 | 36,5 %     | 8         |
| Уильям Лемке           | Партия Союза            | 892 378    | 2 %        | 0         |
| Норман Томас           | Социалистическая партия | 87 910     | 0,35%      | 0         |
| Эрл Браудер            | Коммунистическая партия | 79 315     | 0,25 %     | 0         |
| другие                 | -                       | 53 586     | 0,1 %      | 0         |
| Всего                  | Всего                   | 45 647 699 | 100 %      | 531       |

## Комментарии
1. ↑  По словам Моули, автором идеи для «спектакля» был лидер Демократической партии в Бронксе Эдвард Флинн, который еще в 1935 году предложил Рузвельту привлечь неопределившихся избирателей-горожан «радикальными программами» социальных и экономических реформ[12].
2. ↑  Несмотря на то, что Альф Лэндон набрал 16 миллионов голосов избирателей.